# 伊吾镇
伊吾镇，是中华人民共和国新疆维吾尔自治区哈密市伊吾县下辖的一个乡镇级行政单位。

## 行政区划
伊吾镇下辖以下地区：
振兴东路社区和振兴西路社区。